# Ceryx swinhoei
Ceryx swinhoei är en fjärilsart som beskrevs av Bethune-Baker 1904. Ceryx swinhoei ingår i släktet Ceryx och familjen björnspinnare. Inga underarter finns listade i Catalogue of Life.